# Trentepohlia (Neomongoma) sordidipennis
Trentepohlia (Neomongoma) sordidipennis is een tweevleugelige uit de familie steltmuggen (Limoniidae). De soort komt voor in het Neotropisch gebied.